# Pont Alexandre-Nevski
Pour les articles homonymes, voir Alexandre Nevski (homonymie).
Le pont Alexandre-Nevski (en russe : Мост Александра Невского, Most Aleksandra Nevskogo) est un pont de Saint-Pétersbourg jeté sur la Neva.
Le nom donné au pont est celui du légendaire commandant militaire et homme politique russe, saint Alexandre Nevski.

## Description
Le pont relie la place Alexandre-Nevski et la perspective Zanevski, reliant ainsi le sud et le nord de la ville. Sa longueur est de 905,7 mètres pour une largeur de 35 mètres. Conçu par le consortium d'architectes A. Jouk, S. Mayofis et Y. Sinitsa, et mené par une équipe d'ingénieurs de l'institut Lengiprotransmost, le pont a été construit de 1960 à 1965 et s'intègre dans le style des bâtiments adjacents. Les tests de solidité et de résistance ont été effectués par une colonne de chars. Le pont a été officiellement ouvert à la circulation le 5 novembre 1965.
Le pont comporte sept travées dont la travée centrale de 50 mètres de long qui peut être ouverte en deux minutes.
Avant que le pont Bolchoï Oboukhovski ne soit construit en 2004, le pont Alexandre Nevski était le plus long de la ville.

## Sources
- (en) Cet article est partiellement ou en totalité issu de l’article de Wikipédia en anglais intitulé « Alexander Nevsky Bridge » (voir la liste des auteurs).